# Jörg Budzisz
Jörg Budzisz (* 1. März 1963) ist ein deutscher Tischtennisspieler. Er spielte in der Bundesliga. Bei Deutschen Meisterschaften der Erwachsenen gewann er eine Bronzemedaille.

## Werdegang
Jörg Budzisz erlernte das Tischtennis von seinem Vater Siegfried, der Mitte der 1960er Jahre beim Bundesligaverein TTC Mörfelden aktiv war. Mit Jürgen Rebel wurde Jörg Budzisz 1977 Deutscher Schülermeister im Doppel, mit Gabriele Kirschner erreichte er 1980 bei der Deutschen Jugendmeisterschaft im Mixed das Endspiel. 1980 gewann er mit Annette Mausolf das Mixed bei den Internationalen Jugendmeisterschaften von Ungarn in Szolnok.
In den 1980er und den 1990er Jahren spielte er bei mehreren Bundesligavereinen, wobei er mehrmals beim Aufstieg in die Bundesliga: mitwirkte: 1990 mit VfB Lübeck, 1992 mit SSV Martell Reutlingen und 1994 mit 1. FC Bayreuth. Zu seinen größten Erfolgen zählt der Gewinn der Bronzemedaille im Doppel mit Abris Lelbach bei der Deutschen Meisterschaft 1987.

## Turnierergebnisse
| Verband | Veranstaltung              | Jahr | Ort             | Land | Einzel | Doppel | Mixed  | Team |        |  |
| ------- | -------------------------- | ---- | --------------- | ---- | ------ | ------ | ------ | ---- | ------ |  |
| GER     | Deutsche Senioren-M. Ü40   | 1982 | Essen           | GER  |        | Bronze |        |      | [ 16 ] |  |
| GER     | Norddeutsche Meisterschaft | 1989 | Berlin          | GER  |        | Gold   | Silber |      | [ 17 ] |  |
| GER     | Norddeutsche Meisterschaft | 1990 | Bremen-Huchting | GER  |        | Silber | Bronze |      | [ 17 ] |  |
| GER     | Hessen-Meisterschaft       | 1996 | Heusenstamm     | GER  |        | Gold   |        |      | [ 18 ] |  |